# Вараждинска жупания
Вараждинска жупания e разположена в Северозападно Хърватско. Заема площ от 1261 км². Главен град на жупанията е Вараждин. Други по-големи градове са: Иванец, Лепоглава, Лудбрег, Вараждинске Топлице и Нови Мароф. Вараждинска жупания е съставена от 22 общини.

## Население
Според преброяването през 2011 година Вараждинска жупания има 175 951 души население. Според националната си принадлежност населението на жупанията има следния състав:
- хървати 97,9 %
- сърби 0,4 %
- словенци 0,3 %